# سیکونگ
سیکونگ (به لاتین: Sekong) یک شهر در لائوس است که در Lam Mam واقع شده‌است.